# Röderkirchhof
Der Röderkirchhof ist ein Einzelgehöft im Gemeindegebiet von  Schleid im Wartburgkreis in Thüringen. Der zum Ortsteil Motzlar gehörende Hof wird derzeit (2012) von einem Mann bewohnt.

## Lage
Das Einzelgehöft Röderkirchhof befindet sich etwa 500 m von Motzlar entfernt an der hessisch-thüringischen Grenze im Biosphärenreservat Rhön. Die geographische Höhe des Ortes beträgt 330 m ü. NN.

## Geschichte
Der Ortsname verweist auf eine zum Pfarrhaus gehörigen Besitz (Kirchhof) von Motzlar. Die Einwohner waren nach Motzlar eingeschult und eingepfarrt.